# Тедді Рінер
Тедді Рінер  (фр. Teddy Riner, 7 квітня 1989) — видатний французький дзюдоїст, п'ятиразовий олімпійський чемпіон, багаторазовий чемпіон світу.

## Виступи на Олімпіадах

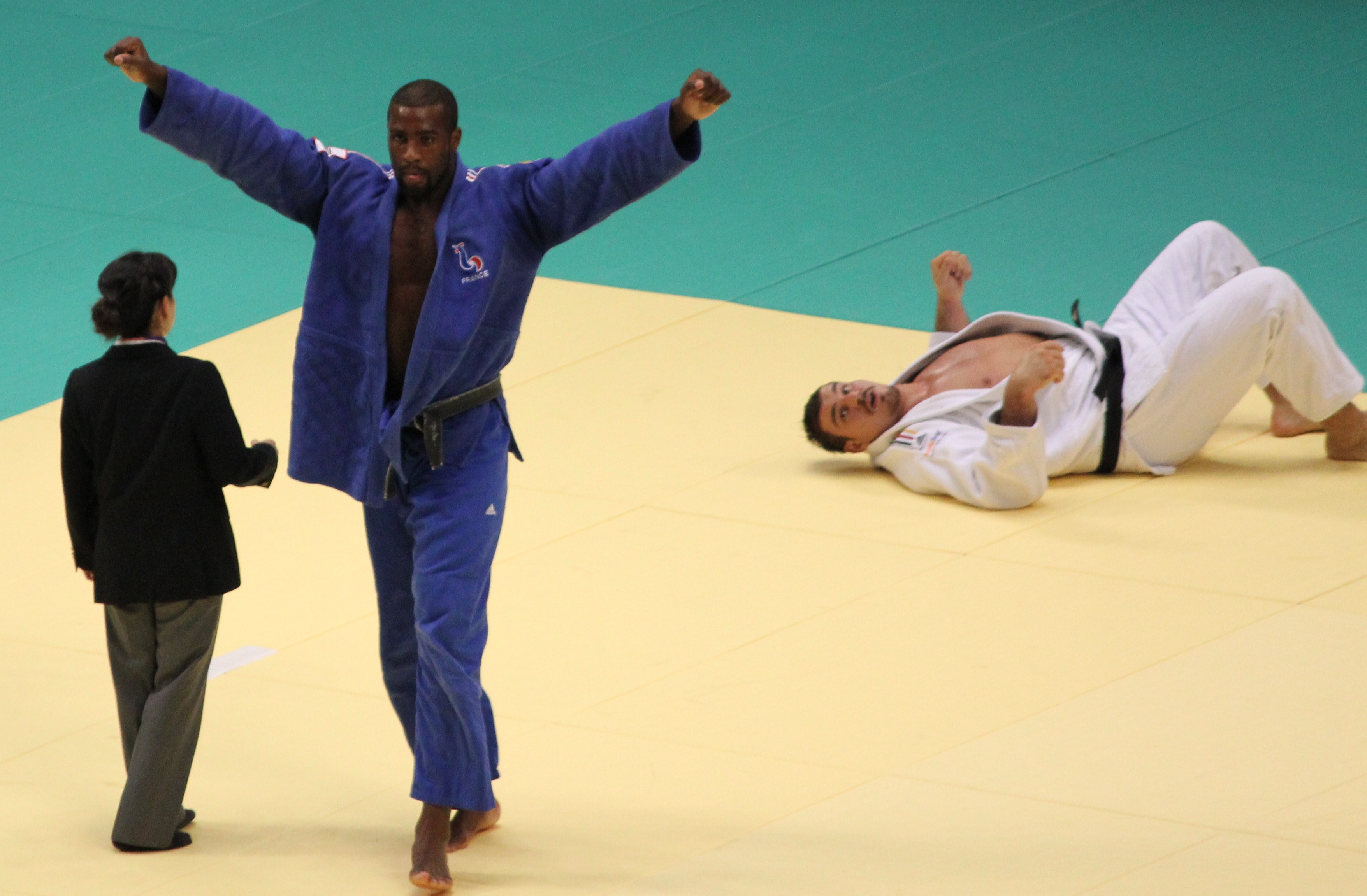
Чемпіонат світу з дзюдо 2010

| Олімпіада           | Дисципліна      | Місце |
| ------------------- | --------------- | ----- |
| Пекін 2008          | понад 100 кг    | 3     |
| Лондон 2012         | понад 100 кг    | 1     |
| Ріо-де-Жанейро 2016 | понад 100 кг    | 1     |
| Токіо 2020          | понад 100 кг    | 3     |
| Токіо 2020          | змішана команда | 1     |
| Париж 2024          | понад 100 кг    | 1     |
| Париж 2024          | змішана команда | 1     |

## Зовнішні посилання
- Тедді Рінер на сайті International Judo Federation (англійська)
- Тедді Рінер на сайті JudoInside.com (англійська)
- Тедді Рінер на сайті AllJudo.net (французька)
- Тедді Рінер на сайті Olympics.com (англійська)
- Тедді Рінер на сайті Olympedia (англійська)
- Тедді Рінер на сайті French Olympic Committee (французька)